# Koyoharu Gotouge
Koyoharu Gotouge (Japonês: 吾峠 呼世晴; Hepburn: Gotōge Koyoharu; Fukuoka, 5 de maio de 1989), é um mangaká japonês, amplamente reconhecido por ser o autor do mangá Demon Slayer: Kimetsu no Yaiba (2016–2020). Até fevereiro de 2021, a obra contabilizava mais de 150 milhões de cópias em circulação (incluindo edições digitais), consolidando-se como uma das séries de mangá mais vendidas de todos os tempos.

## Carreira
Gotouge nasceu em Fukuoka, no Japão, em 5 de maio de 1989.
Em 2013, Gotouge fez sua estreia na 70ª edição do Jump Treasure Newcomer Manga Awards com o one-shot Kagarigari (過狩り狩り). Posteriormente, publicou mais três one-shots: Monju Shirō Kyōdai (文殊史郎兄弟), publicado na revista Jump Next! em 2014; Rokkotsu-san (肋骨さん), publicado na Weekly Shōnen Jump também em 2014; e Rokkotsu-san (肋骨さん), publicado na Weekly Shōnen Jump em 2015.
O trabalho de estreia de Gotouge, Kagarigari, acabou servindo de base para Demon Slayer: Kimetsu no Yaiba.. A série Demon Slayer: Kimetsu no Yaiba foi publicada na revista Weekly Shōnen Jump de 15 de fevereiro de 2016 a 18 de maio de 2020. Tornou-se um grande sucesso, alcançando mais de 150 milhões de cópias em circulação (incluindo edições digitais) até fevereiro de 2021, o que a consagrou como uma das séries de mangá mais vendidas de todos os tempos.

## Influências
Gotouge mencionou como influências em seu trabalho as obras JoJo's Bizarre Adventure, de Hirohiko Araki; Naruto, de Masashi Kishimoto; "Bleach, de Tite Kubo; e Gintama, de Hideaki Sorachi.

## Obras
- Kagarigari (過狩り狩り) (2013; one-shot)
- Monju Shirō Kyōdai (文殊史郎兄弟) (2014; one-shot publicado na Jump Next! da editora Shueisha)
- Rokkotsu-san (肋骨さん) (2014; one-shot publicado na Weekly Shōnen Jump da editora Shueisha)
- Haeniwa no Zigzag (蠅庭のジグザグ) (2015; one-shot publicado na Weekly Shōnen Jump da editora Shueisha)
- Demon Slayer: Kimetsu no Yaiba (鬼滅の刃, Kimetsu no Yaiba) (2016–2020; publicado na revista Weekly Shōnen Jump, da editora Shueisha, e coletânea em 23 tankōbon)[13][14]
- Koyoharu Gotouge Before Demon Slayer: Kimetsu no Yaiba (吾峠呼世晴短編集, Gotōge Koyoharu Tanpenshū) (2019; coletânea dos quatro one-shot's de Gotouge publicados pela Shueisha)